# 峡江站
峡江站位于江西省吉安市峡江县水边镇，是京九铁路的一座火车站，等级为四等站，距北京西站1606公里，距常平站709公里，本站及相邻上下行区间均为电气化区段。车站建于1996年，现办理客货运业务。
配合昌赣客运专线的建設，峡江站需要進行改造工程，原站房拆除重建，新站房主體於2018年9月8日平頂。同時將1站台改建成高站台，以便待昌赣客运专线通車後實行普速與高鐵共用。2019年1月18日，改造後的普速場1站台正式啟用。